# 斯珀爾鎮區 (密歇根州)
斯珀爾鎮區（英語：Spurr Township）是位於美國密歇根州巴拉加縣的一個行政鎮區。

## 地方資料
斯珀爾鎮區的面積為411.90平方千米，當中陸地面積為390.60平方千米，而水域面積為21.30平方千米。根據2020年美國人口普查的數據，當地共有人口262人，而人口密度為每平方千米0.64人。